# Joseph Mortimer Granville
Joseph Mortimer Granville (Plymouth, 4 maggio 1833 – Londra, 23 novembre 1900) è stato un medico, inventore e scrittore britannico, noto per aver realizzato e brevettato il primo vibratore elettromeccanico, inizialmente utilizzato nella cura dei dolori muscolari maschili.

## Biografia

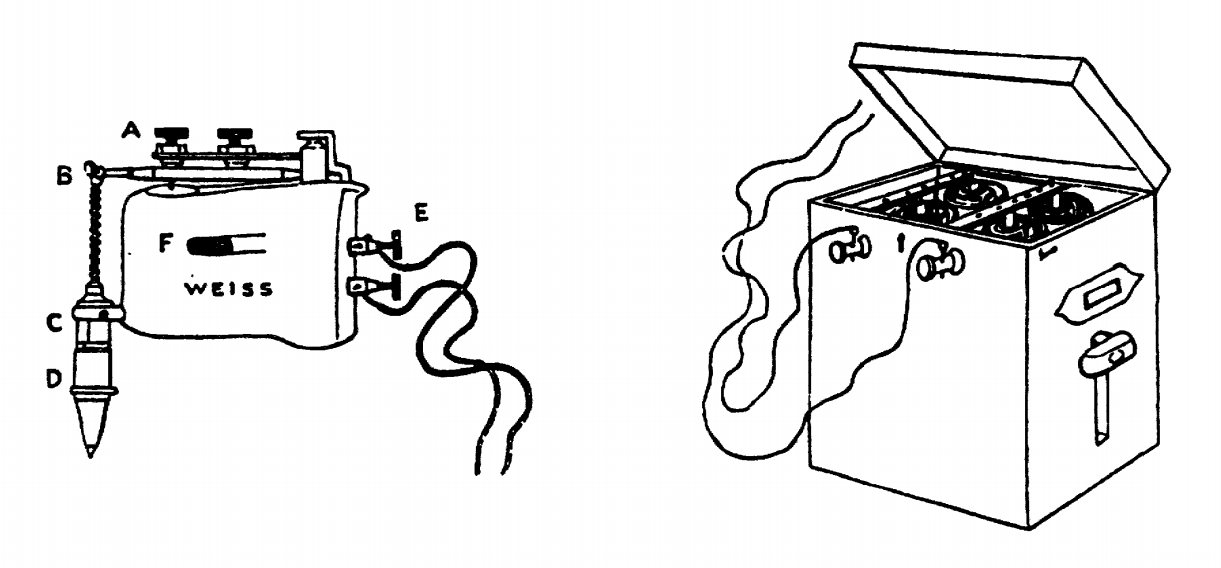
A sinistra un disegno del percussore inventato da Granville, a destra un disegno del suo pacco batteria.

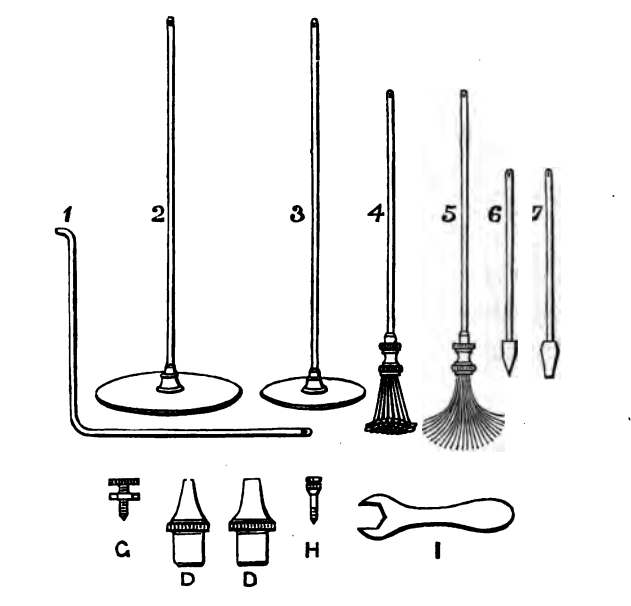
Prolunghe e parti aggiuntive del percussore di Granville.

Nato in particolare a Devonport, un distretto della cittadina britannica di Plymouth, 
Granville passò l'esame per la Membership of the Royal Colleges of Surgeons of Great Britain and Ireland nel 1856 e divenne socio del Royal College of Physicians di Londra nel 1861. Conseguì poi quello che oggi può essere considerato un dottorato di ricerca in medicina, completando gli studi di medicina superiore presso l'Università di St. Andrews nel 1876.
Granville iniziò la sua carriera di medico a Bristol, dove iniziò anche la sua collaborazione con la più famosa delle riviste mediche britanniche, il The Lancet. Si spostò in seguito a Londra, dove prestò particolare attenzione al trattamento della gotta, malattia su cui scrisse numerosi articoli; qui, all'inizio degli anni 1880, Granville mise a punto un dispositivo vibrante elettromeccanico progettato per alleviare i dolori muscolari riscontrati in diversi pazienti di sesso maschile la cui eziologia era per lo più ignota. Originariamente indicato come "percussore" e più informalmente chiamato "Granville's hammer", ossia il "martello di Granville", il dispositivo era prodotto da Granville e venduto ad altri medici, molti dei quali iniziarono presto a utilizzarlo per generare un cosiddetto "parossismo isterico", vale a dire un'esperienza di massima intensità, quasi violenta, apice di un processo che la comunità scientifica del tempo riteneva morboso e del tutto non collegato con il piacere sessuale, nelle loro pazienti ritenute affette da isteria femminile.
Quando l'utilizzo del suo apparecchio vibrante per portare le donne isteriche a raggiungere il parossismo divenne noto, Granville provò a dissociarsi da tale uso del dispositivo e, nel libro da lui scritto nel 1883 sui risultati delle sue ricerche e intitolato Nerve-Vibration and Excitation as Agents in the Treatment of Functional Disorder and Organic Disease, egli scrisse "Non ho ancora mai percosso una paziente femminile ... Ho evitato e continuerò a evitare il trattamento di donne con la percussione, semplicemente perché non desidero essere tratto in inganno, né far sì che altri vi siano tratti, dai capricci dello stato isterico ..."
Oltre al vibratore elettrico, che rimane la sua più famosa invenzione e il cui sviluppo è stato romanzato nel film Hysteria del 2011 (dove Granville è interpretato dall'attore Hugh Dancy), Joseph Granville realizzò diverse altre invenzioni, tra cui un particolare sfigmografo e un termometro differenziale.
Granville morì a Londra il 23 novembre 1900, a pochi giorni dal quarantaduesimo anniversario di matrimonio, avvenuto per l'appunto il 1º dicembre 1858, a Bristol, con Mary Ellen Ormerud.

## Opere
Di seguito alcune delle opere scritte da Joseph Mortimer Granville:
- The Borderlands of Insanity (1877)
- Sleep and Sleeplessness (1879)
- The Secret of a Clear Head (1879)
- Common Mind-Troubles (1880)
- How to Make the Best of Life (1881)
- Nerve-Vibration and Excitation (1883)
- Gout in its Clinical Aspects (1885)
- The Secret of a Good Memory (1885)